# جوزيف ميسنر (ملحن)
جوزيف ميسنر (بالألمانية: Joseph Messner)‏ (و. 1893 – 1969 م) هو ملحن نمساوي، يستخدم آلات أورغن، توفي عن عمر يناهز 76 عاماً.

## وصلات خارجية
- جوزيف ميسنر على موقع IMDb (الإنجليزية)
- جوزيف ميسنر على موقع ميوزك برينز (الإنجليزية)
- جوزيف ميسنر على موقع ديسكوغز (الإنجليزية)
- جوزيف ميسنر على موقع كينوبويسك (الروسية)
- جوزيف ميسنر في قاعدة بيانات الأفلام على الإنترنت